# Киселево (Кишертский район)
Киселево — деревня в Кишертском муниципальном округе Пермского края России.

## История
Известна с 1904 года. В период с 2006 по 2019 годы входила в состав ныне упразднённого Андреевского сельского поселения Кишертского района.

## География
Деревня находится в юго-восточной части края, в зоне хвойно-широколиственных лесов, на левом берегу реки Лёк, на расстоянии приблизительно 9 километров (по прямой) к востоку-юго-востоку (ESE) от села Усть-Кишерть, административного центра округа. Абсолютная высота — 137 метров над уровнем моря.
Климат
Климат характеризуется как умеренно континентальный, с продолжительной многоснежной холодной зимой и коротким умеренно тёплым летом. Средняя многолетняя температура самого холодного месяца (января) составляет −17,3 °С (абсолютный минимум — −51 °С), температура самого тёплого (июля) — 24,8 °С (абсолютный максимум — 37 °С). Среднегодовое количество осадков — 532 мм. Снежный покров держится в течение 170 дней в году.

## Население
| 2000 | 2004 | 2008 | 2010 | 2011 | 2012 | 2013 |
| ---- | ---- | ---- | ---- | ---- | ---- | ---- |
| 84   | ↘64  | ↘63  | ↘39  | →39  | ↗55  | ↘54  |
| 2014 | 2015 | 2016 |      |      |      |      |
| ↘52  | ↘45  | ↘44  |      |      |      |      |

Половой состав
По данным Всероссийской переписи населения 2010 года в половой структуре населения мужчины составляли 48,7 %, женщины — соответственно 51,3 %.
Национальный состав
Согласно результатам переписи 2002 года, в национальной структуре населения русские составляли 100 % из 72 чел.